# Iraanse talen
De Iraanse talen vormen een tak van de Indo-Europese taalfamilie. Zij zijn daarbinnen het nauwst verwant aan de Indo-Arische taalgroep en deze twee takken vormen samen de Indo-Iraanse groep.
De bevolking had een eenvormige benaming om zich te onderscheiden van de autochtonen. In het Sanskriet heette dit : arya (= heer), vergelijk Ariërs. De genitief meervoud hiervan is aryanam → Iran.

## Onderverdeling

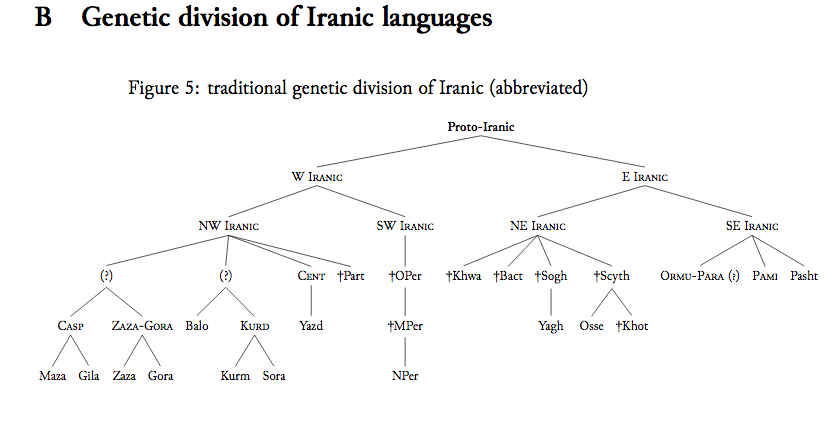
Fylogenetische onderverdeling van de Iraanse talen

### Taalkundig
De Iraanse taalgroep wordt verdeeld in een oostelijke en een westelijke groep, die allebei respectievelijk weer kunnen worden onderverdeeld in een noordelijke en zuidelijke groep.
I. Oost-Iraanse talen

A. Noordoost-Iraanse talen
1. Avestisch†
2. Chorasmisch†
3. Bactrisch†
4. Sogdisch†
  1. Yaghnobi

5. Scythisch†
  1. Sarmatisch†
    1. Alanisch†
      1. Ossetisch

B. Zuidoost-Iraanse talen
1. Saka
  1. Hotanees†
  2. Tumxuks†

2. Pamiri 
  1. Munji, Yidgha
  2. Sanglechi, Ishkashmi, Zebaki
  3. Shugni groep
    1. Sarikoli, Shugni, Rushani
    2. Yazgulami

  4. Wakhi

3. Pasjtoe, Waneci

II. West-Iraanse talen

A. Noordwest-Iraanse talen
1. Ormuri, Parachi
2. Yazdi, Kermani, Qohrudi, Abuzeda badi, Abyanei, Tari, Ardestani, Anaraki, Varzenei, Badrudi, Gazi, Vafsi, Khunsari, Natanzi, Nayini, Sivandi, Soi, Ashtiani, Farizandi, Yarani, Mahallati, Khuri, Kohrudi, Judeo-Golpaygani, Judeo-Yazdi, Judeo-Kermani, Judeo-Shirazi, Judeo-Esfahani, Judeo-Hamedani, Judeo-Kashani, Judeo-Borujerdi, Judeo-Nehevandi, Judeo-Khunsari
3. Medisch†, Koerdisch
  1. Gorani, Kirmancki (Noord-Zaza), Dimili (Zuid-Zaza)

4. Parthisch†, Semnani, Sangisari
5. Gilaki, Mazanderani, Rashti, Shahmirzadi
6. Beloetsji, Bashkardi
7. Talysjisch, Harzani

B. Zuidwest-Iraanse talen
1. Oud-Perzisch†
  1. Middel-Perzisch†
    1. Nieuw-Perzisch of Perzisch (Dari, Tadzjieks, Hazaragi), Dzhidi (Judeo-Perzisch), Judeo-Bukharic

2. Juhuri (Judeo-Tat), Tat
3. Fars, Lari
4. Luri, Bakhtiari, Feyli, Kumzari

(† betekent dat de taal is uitgestorven)
(enkele talen staan in het Engels vermeld, gaarne vertalen wanneer u de Nederlandse benaming weet)

### Chronologisch
De Iraanse talen kunnen ook chronologisch worden opgedeeld:
- Avestisch
- Oud-Perzisch is een zuidwestelijk dialect. Het is minder archaïsch dan het Avestisch. Het is een van de bestuurstalen van het rijk der Achaemeniden. Deze taal is bekend uit inscripties in spijkerschrift over de daden van deze koningen.
- Middel-Perzisch of Pahlavi is de taal uit de tijd der Sassaniden. Het is gekend via inscripties en uit Zoroastrische literatuur tot de 9e eeuw.
- Nieuw-Iraans (waaronder Perzisch (lokale naam فارسی Fârsi), Ossetisch, Koerdisch en Tadzjieks)

Deze indeling zegt echter weinig over de onderlinge verwantschap tussen de recente en uitgestorven talen.